# Saxifraga kintschingingae
Saxifraga kintschingingae är en stenbräckeväxtart som beskrevs av Adolf Engler. Saxifraga kintschingingae ingår i Bräckesläktet som ingår i familjen stenbräckeväxter. Inga underarter finns listade i Catalogue of Life.